# 焦格半島

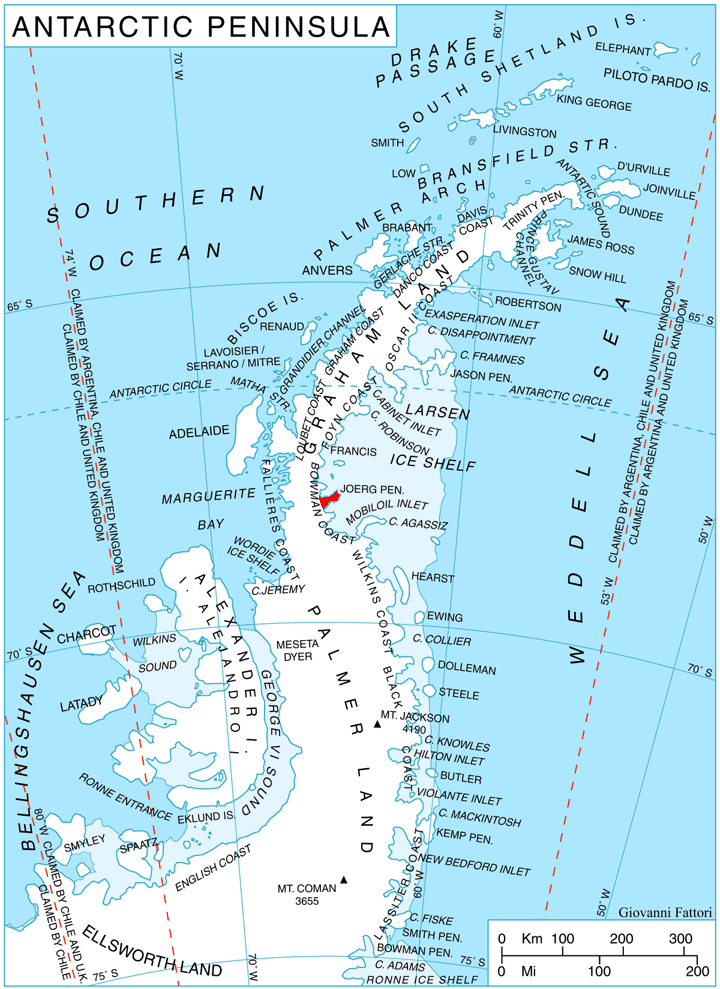

焦格半島（英語：Joerg Peninsula），是南極洲的半島，位於葛拉漢地的鮑曼海岸，長41公里、寬6至19公里，處於特雷爾灣和索爾伯格灣之間，現時由南極條約體系管理。